# Tribolonotus gracilis
Espèce
Tribolonotus gracilis est une espèce de sauriens de la famille des Scincidae, aussi appelée scinque crocodile.

## Répartition
Cette espèce est endémique de Nouvelle-Guinée. Elle se rencontre en Papouasie-Nouvelle-Guinée et en Indonésie en Nouvelle-Guinée occidentale. Sa présence à Manus est une erreur. On peut supposer que son aire de répartition est amenée à évoluer étant donné que cette région du globe n'est pas encore totalement explorée.

## Étymologie
Son nom d'espèce, du latin gracilis, « fin », lui a été donné en référence à sa morphologie.

## Habitat
Ils vivent dans les forêts tropicales humides, bien que ces lézards puissent grimper aisément grâce à leurs longs doigts et griffes, ils passent la plupart de leur temps parmi la litière de feuilles au sol des forêts.  Il est souvent dit qu'il est semi-aquatique, car il est très bon nageur mais il est en réalité avant tout terrestre. Leur biotope natif est très humide et la température y avoisine les 25-27°C.

## En Captivité
En France, les individus en vente par les grandes enseignes sont majoritairement issus d'import sauvages.
Le Tribolonotus gracilis sera principalement nourri de grillons, vers de farine ou vers de terre avec une forte préférence pour les vers de toutes sortes.

## Reproduction

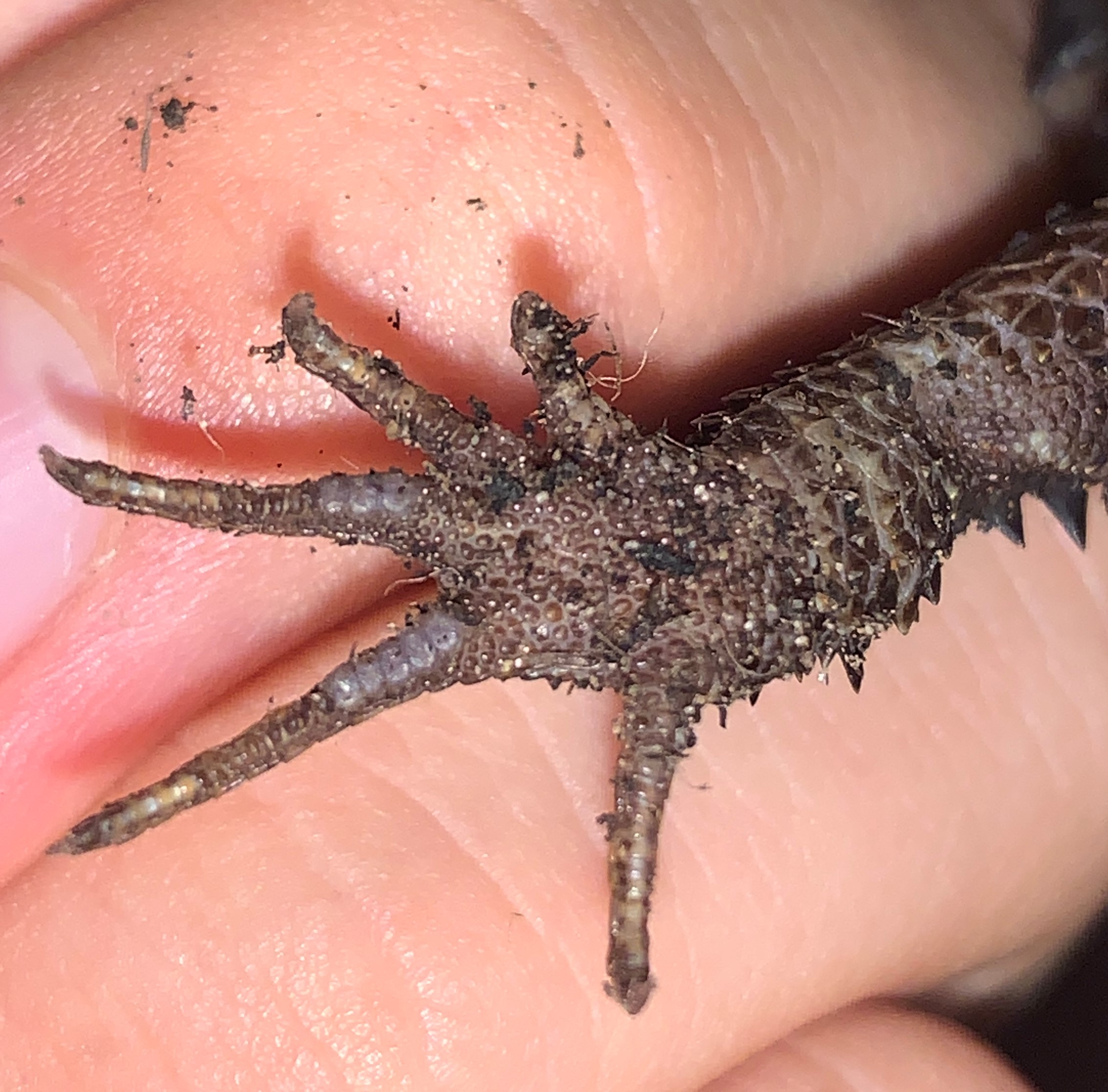
Mâle T.gracilis, Pores pédieux sur les 3ème et 4ème doigts de la patte postérieure droite

Le sexage de cette espèce se fait par un dimorphisme sexuel de taille (les mâles étant plus gros et ayant une tête plus large) ainsi que la présence chez les mâles de pores pédieux sur les 3èmes et 4èmes doigts des pattes postérieures. (voir photo ci-contre)

## Publication originale
- De Rooij, 1909 : Reptilien (Eidechsen, Schildkröten und Krokodile). Nova Guinea, vol. 5, p. 375-383 (texte intégral).